# Selee (Sprache)
Selee (auch Santrokofi, Sentrokofi, Bale, Sele) ist eine Sprache mit nur noch 11.300 Sprechern (2003 GILLBT) im Südosten Ghanas in den Dörfern Benua, Bume, Gbodome. 
Das Selee-sprechende Volk nennt sich selbst Bale. Fremde bezeichnen das Volk hingegen als Santrokofi.